# François Tamisier
Pour les articles homonymes, voir Tamisier.
François Tamisier (né le 22 janvier 1809 à Lons-le-Saunier dans le Jura, mort à Paris le 20 mai 1880) est un officier d'artillerie et un homme politique français du XIXe siècle. Il améliora les performances des armes à canon rayé, notamment par l'introduction de cannelures sur les projectiles. 

## Biographie

### Débuts à l'armée
Fils d'un maire de Lons-le-Saulnier, François Tamisier entra à l'École polytechnique. Adhérent de l'école sociétaire de Fourier, et donc acquis aux idées libérales, il prit part aux journées de juillet et sortit de l'École d'application de l'artillerie et du génie comme officier d'artillerie ; il était lieutenant à Strasbourg en 1836 lors de la tentative avortée de coup d'État du prince Louis-Napoléon. Capitaine en 1838, professeur à la toute nouvelle école normale de tir de Vincennes en 1842, il dut bientôt à ses travaux techniques de compter parmi les officiers les plus distingués de l'armée. Il avait en effet déposé en 1841 un brevet pour améliorer la précision des balles à ogive cylindro-conique en les entaillant de trois cannelures nettes sur la surface latérale arrière, cylindrique, du projectile.
Contrairement aux vieilles balles rondes, relativement peu efficaces en termes de portée, mais que leur symétrie sphérique rendait stables, les balles à ogive du système Delvigne posaient des problèmes aérodynamiques aux armes à canon rayé de première génération. Grâce au procédé Tamisier, la résistance de l'air n'augmentait qu'en arrière du centre de gravité de la balle, accroissant ainsi sa stabilité, comme pour l’empennage d’une flèche ou le volant au jeu de badminton. Tamisier avait découvert son procédé en étudiant la trajectoire des nouvelles balles à ogive de Delvigne, trajectoire qu'il trouva fortement affectée par la résistance de l'air,. Le crénelage Tamisier, s’il améliora grandement la fiabilité des balles à ogives, rendait cependant le chargement délicat parce qu'il fallait adapter les cannelures aux rayures de l'arme. En réponse à cette nouvelle difficulté, Louis Étienne Thouvenin mit au point la « carabine à tige ». Ces principes furent incorporés par la suite au système Minié.
Tamisier mit également au point une machine à usiner les cartouches, dont la particularité était de pratiquer des engravures de profondeur croissante de l'ogive vers la partie postérieure du projectile : cette disposition permettait un engagement plus commode de la balle dans le chargeur, améliorant évidemment la cadence de tir,.

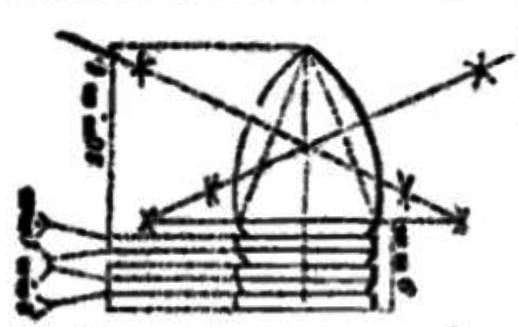
Les « cannelures Tamisier ».
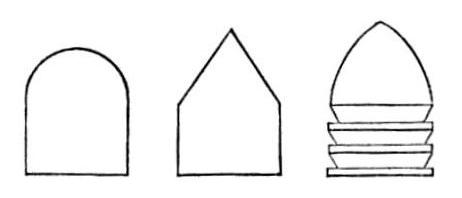
Les balles à ogive cylindro-sphérique (à gauche) et cylindro-coniques (au milieu) proposées par Delvigne ne devinrent fiables que grâce à l'usinage proposé par Tamisier.
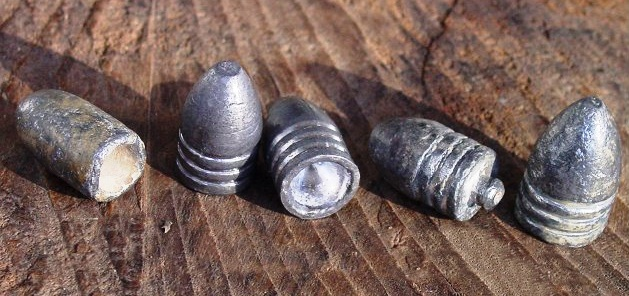
Cannelures de balle Minié.
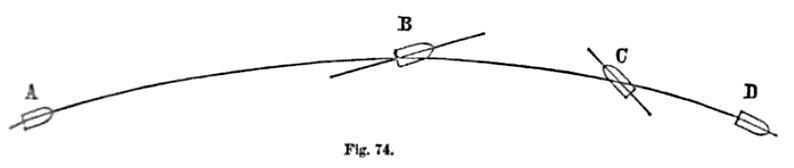
Avant l'amélioration proposée par Tamisier, l’axe d'inertie principal des projectiles cylindro-coniques conservait pendant les deux tiers de la trajectoire une orientation fixe, laissant une prise croissante à la résistance de l'air, ce qui rendait le mouvement erratique.

### Opposant à l'Empire
Le 25 février 1848, il refusa énergiquement de livrer au peuple de Paris les armes de l’arsenal de Vincennes. Républicain de la veille, Tamisier fut élu, le 23 avril 1848, représentant du Jura à l'Assemblée constituante. Il siégea dans les rangs de la gauche modérée et fit partie du Comité de la guerre. Réélu le 13 mai 1849 par le même département comme député à l'Assemblée législative, il fit, dans les rangs de la gauche, une constante opposition à la politique de l’Élysée, défendit la gratuité des écoles polytechnique et militaire (5 novembre 1849 et 25 janvier 1850), déposa une proposition d'augmentation de solde pour les sous-officiers, protesta contre le coup d'État du 2 décembre 1851 et fut nommé chef d'état-major du général Oudinot par les représentants réunis à la mairie du Xe arrondissement pour organiser la résistance armée contre le prince Louis-Napoléon. 
Détenu à la prison Mazas pendant dix-sept jours, il reprit, à sa sortie, ses expériences d'artillerie, fut déclaré démissionnaire en 1853 pour refus de serment à l'empereur, et se fit ingénieur de chemin de fer, d'abord dans la Sarthe et l'Orne, puis dans la Corrèze et le Lot, enfin à la Compagnie du Chemin de fer de Paris à Orléans, où il passa successivement chef de section, chef de division, sous-ingénieur et ingénieur. Il revint dans le Jura en 1868, et fonda le journal républicain Le Jura, qui fit campagne contre le plébiscite du 8 mai 1870.

### Retour aux affaires
Le 6 septembre 1870, le Gouvernement de la Défense nationale l’appela aux fonctions de commandant supérieur des gardes nationales de la Seine, en remplacement du général de la Motterouge. Son rôle au 31 octobre fut indécis. Il donna sa démission le 9 novembre et reprit le poste de chef d'escadron d’artillerie au 5e secteur de Paris. Promu officier de la Légion d'honneur en 1871, il est admis à la retraite avec le grade de chef d'escadron d'artillerie le 28 octobre 1871.
Élu, le 8 février 1871, représentant du Jura à l'Assemblée nationale, il s'inscrivit à la gauche républicaine et vota contre le pouvoir constituant de l'Assemblée, pour la dissolution, pour le retour à Paris, contre la chute de Thiers au 24 mai, contre le septennat, la loi des maires, le ministère de Broglie, pour les amendements Wallon et Pascal Duprat et pour l'ensemble des lois constitutionnelles de 1875. Conseiller général du canton de Clairvaux (octobre 1871), il avait présidé, en 1871 et en 1872, l'assemblée départementale. Élu sénateur du Jura le 30 janvier 1876, il se prononça en 1877 contre la dissolution de la Chambre et contre le gouvernement du Seize-Mai. Il obtint le renouvellement de son mandat le 5 janvier 1879, soutint le cabinet Dufaure et vota l’article 7 de la loi Ferry sur l'enseignement supérieur.
Il est inhumé au cimetière de Lons-le-Saunier, ville où une rue porte son nom.